# Грб Херцег Новог
Грб Херцег Новог је званични грб црногорске општине Херцег Нови.
Изглед грба Општине Херцег Нови утврдили су на засиједању одборници Скупштине општине Херцег Нови 30. августа 2019. године, усвајањем Одлуке о измјени и допуни Статута Општине Херцег Нови, а након усаглашавања облика и садржине грба са Министарством културе Црне Горе. Аутор предлога градских симбола је архитекта, конзерватор и хералдичар, Новљанин Срђан Марловић.
Свечани, велики грб Херцег Новог чине хералдички штит плаве тинктуре, шарже кула и два копља у сребрном емајлу, мурална круна са три мерлона у златном емајлу, чувари штита грифони, златно емајлирана лента са  наличјем у плавој тинктури.
Централна хералдичка фигура на штиту је кула која  представља симболички континуитет са градским печатом усвојеним 1883. године на коме је приказана сат кула, Тора, главна градска капија у тадашњем изгледу, а која је уз извјесне модификације током 30-их, 70-их и 80-их година 20. вијека опстала као носилац визуелног идентитета Херцег Новог. Кула на грбу сада представља сублимат свих претходних стилизација, а сребрна боја којом је дефинисана означава чистоту, искреност, мудрост и мир апострофирајући их као врхунске муниципалне вредности.
Златна боја муралне круне говори о податку да је Херцег Нови основао краљ. Грифони, чувари штита инспирисани су најстаријим сачуваним приказима хералдичких фигура грифона пронађеним у цркви Св. Стефана на Сушћепану, који су културно добро од националног значаја.  Грифони имају огрлице са годинама херцегновских почасти – 1382. (година оснивања града) и 1718. година оснивања Топаљске комунитади и стицања аутономије и права на независну управу у склопу Млетачке републике коју други градови на јадранској обали нису имали.

## Стари грбови
Прије усвајања новог, хералдички исправног грба, Херцег Нови је користио амблем који је био овалног оквира од лисних елемената, унутар ког се налази симбол града, стилизована Сат кула са заставом на врху између два чемпреса. Оквир и симбол грба су бијеле боје на плавој позадини. Првобитно, статут града је прописивао да оквир и симбол града буду жуте боје на бијелој подлози, а унутар штита буде и ћирилични натпис имена града.
Прије Другог свјетског рата, Херцег Нови је користио грб који садржи све елементе као и данашња верзија грба, с тим што су елементи у природним бојама, а застава не врху куле је бијеле боје са црвеним крстом. Такође, на грбу се налазио и земљани пут који води до куле.